# Lomná
Lomná je naseljeno mjesto u okrugu Námestovo u Žilinskom kraju u Slovačkoj.

## Stanovništvo
| Godina:     | 1993. | 2003.    | 2013.    | 2023.   |
| ----------- | ----- | -------- | -------- | ------- |
| Broj ljudi: | 704   | 779      | 892      | 961     |
| Razlika:    |       | +10,65 % | +14,50 % | +7,73 % |

| Godina:     | 2022. | 2023.   |
| ----------- | ----- | ------- |
| Broj ljudi: | 951   | 961     |
| Razlika:    |       | +1,05 % |

Prema podatcima o broju stanovnika iz 2023. godine naselje je imalo 961 stanovnika.

## Vanjske poveznice
|  | Zajednički poslužitelj ima još gradiva o temi Lomná |

- Službena stranica naselja (sl.)